# Brother Industries
Brother Industries este o companie japoneză listată pe Tokyo Stock Exchange, care produce o serie de instrumente, precum case de marcat, imprimante, faxuri, etc.

## Istorie
Istoria companiei Brother Industries a început în 1908 în Nagoya, Japonia, fiind numită inițial Yasui Sewing Machine Co. În 1955, Brother International Corporation (SUA) a fost înființată ca prima lor filială de vânzări în străinătate.În 1958 a fost înființată în Dublin companie regională de vânzări. Denumirea companiei a fost schimbată în Brother Industries, Ltd. Brother Industries a intrat pe piața imprimantelor în timpul asocierii de lungă durată cu Corporația Centronics Data Computer.